# Shōnan no Kaze
Shōnan no Kaze (湘南乃風?) es una banda de reggae formado por 4 miembros. Son conocidos por su canción lanzada en 2006 "Junrenka" (純恋歌 Pura canción de amor?), que fue una de las canciones más destacadas de 2006, y por interpretar entre 2013 y 2014 la sintonía de la serie Tokusatsu Kamen Rider Gaim, titulada Just Live More, con el nombre Gaim no Kaze.

## Biografía
Las raíces de la banda se formó por primera vez cuando Red Rice y Han-kun tocaron juntos en Shōnan en la costa central de Japón. Han-kun primero tuvo interés en el reggae, después de escuchar el sencillo "Untold Stories" de Buju Banton, en el coche de la novia de un amigo después de regresar de un baile. Red Rice  era un fan casual de reggae/hip-hop, hasta que asistió a los festivales que le llevó a desarrollar un gran amor de estos géneros. La pareja se conoció en una presentación de Shock Eye, que ha trabajado como DJ de hip-hop. Shock Eye era amigo de Wakadanna en la escuela, y se reunió con él de nuevo por casualidad en Shōnan. Wakadanna había llegado a administrar un bar en Shōnan.
A partir de 2001, la banda trabajó en conjunto, grabando canciones que aparecen en los álbumes de compilación y colaborando con otros artistas. La banda hizo su debut en 2003, bajo Toy's Factory.
El segundo álbum de la banda Shōnan no Kaze: Ragga Parade alcanzó el #5 en las listas Oricon, después de dos sencillos en el top 20. La banda tuvo un hit en 2006, "Junrenka" (純恋歌 Pura canción de amor?). Vendió más de 520.000 copias y fue el octavo sencillo más vendido de 2006. El siguiente álbum, 'Shōnan no Kaze: Riders High, alcanzó el #1.
La banda ha tenido otros éxitos (aunque no tan grandes), desde entonces como "Ōgon Soul," "Koi Shigure" y "Gachi-zakura." El cuarto álbum de la banda, Shōnan no Kaze: Joker, alcanzó el #1 en las listas Oricon.
Han-kun publicó un álbum en solitario en 2008.

## Discografía
| 1. 2003: Shōnan no Kaze: Real Riders 2. 2004: Shōnan no Kaze: Ragga Parade 3. 2006: Shōnan no Kaze: Riders High 4. 2009: Shōnan no Kaze: Joker | 1. 2006: Massive B Meets Shōnan no Kaze: Osu!! Kyokutō Dancehall-han 2. 2007: 134 °C Toketa Manma de Icchatte! Senkyoku Shōnan no Kaze 3. 2010: Shōnan no Kaze: Shōnan Bakuon Breaks! Mixed by the BK Sound by Shōnan no Kaze |